# 에이가모이야

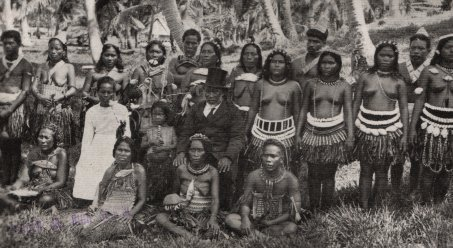
흰옷을 입은 에이두키리와 그녀의 남편과 사람들.

에이가모이야(1860년 이전~1915년 이후), 또는 에오미엔(Eomien)은 나우루의 왕후이자 아웨이다의 이모였다. 아웨이다는 에오아루 부족(Eoaru)의 전사 아웨우이(Aweui)의 아들이었던 짐 추장의 아들이었다.

## 생애
에이가모이야는 오랫동안 나우루의 12개 부족 중 가장 크고 강력했던 에아밋 부족(Eamwit) 출신이었다. 에이가모이야의 젊은 시절, 그녀는 당시 보에 부족(Boe)의 추장이었던 아웨이다와 결혼했다. 이후 아웨이다가 왕으로 추대되자 에이가모이야는 나우루의 여왕이 되었다. 이후 에이가모이야는 1878년부터 1888년까지 진행된 나우루 내전을 종전시키는데 큰 공헌을 하였다. 에이가모이야는 두 진영 사이에 과시적으로 서 천 조각을 흔들며 종전을 촉구했다고 전해진다.
에이가모이야와 짐은 아버지는 같지만 어머니는 달랐다. 에이가모이야의 어머니는 나우루에서 진정으로 존경받는 왕비였다. 또한 에이가모이야의 어머니는 나우루를 방문한 유럽인들에게는이쿠엔(Iquen, 왕비를 뜻하는 영단어 'Queen'에서 따온 말)이라고도 불렸다.

## 영향
1968년 스코틀랜드 리스에서 건조된 나우루 퍼시픽 라인 소속의 선박은 에이가모이야의 이름을 따 명명되었다. 에이가모이야라는 이름의 이 화물선은 수년간 나우루 근해에서 운항되었다. 에이가모이야호는 나우루와 여러 태평양 섬들 사이를 오가며 화물을 운송하다가 이후 새로운 이름으로 운항을 재개했습니다.